# Трудов фронт (театър)
„Трудов фронт“ е драматичен театър в град София.
Създаден е през 1947 г. Пръв негов ръководител е Лена Ченчева (до 1950 г.). През сезона 1947 – 1948 г. изнася представления в салона на тогавашното кино „Савоя“ на ул. „Паун Грозданов“, от сезона 1948 – 1949 г. – в киносалона на ъгъла на булевард „Владимир Заимов“ и булевард „Клемент Готвалд“. От 1955 г. театърът е към тогавашния „Софийски градски народен съвет“. Директори са: Ст. Николаев, Стефан Пенчев, Георги Костов Янакиев, Желчо Мандаджиев и Н. Щерев. Изкуството на „Трудов фронт“ е дълбоко демократично. Сред постановките му са: „Пигмалион“ от Бърнард Шоу, „Моралът на г-жа Дулска“ от Габриеля Заполска, „Моника“ от Лайош Мещерхази, „Дърветата умират прави“ от Алехандро Касона, „Орфей слиза в ада“ от Тенеси Уилямс, „Мяра за мяра“ от Уилям Шекспир, „Кучето на градинаря“ от Лопе де Вега, „Жените от Нискавуори“ от Xела Вуолиоки, „Мисурийски валс“ от Николай Погодин, „Платон Кречет“ от А. Е. Корнейчук, „Първа конна“ от В. В. Вишневски, „Свекърва“ от Антон Страшимиров, „Албена“ от Йордан Йовков, „Скакалци“ от Ст. Л. Костов, „Хоро“ по Антон Страшимиров, „Всяка есенна вечер“ от Иван Пейчев и други.
През различни периоди в актьорския състав са: Йордан Спасов, С. Москова, И. Русева, Веса Пуховска, Катя Зехирева, Ст. Цонков, Ат. Христов, М. Коцев, Надежда Вакъвчиева, К. Недева, Кирил Попов, Г. Петков, Е. Пенкова, Цв. Островска, Ради Тамамджиев, Г. Георгиев, Т. Младенов, В. Борисова, Н, Куманова, Л. Малеева, Р. Пенчева, В. Шишманова, А. Сярова, Стойчо Мазгалов, Белка Белева, К. Попова, Герасим Младенов, Н. Кръстев, Петър Чернев, О. Попова, Павел Дубарев, Г. Керелезов, Л. Калинов, Юрий Яковлев, Васил Инджев, Ст. Добрев, К. Димчев, Т. Юруков, Й. Байчев, Петър Слабаков, Кина Дашева и други.
Режисьори в „Трудов фронт“ са: Лена Ченчева, Ст. Пенчев, Стефка Прохаскова, Желчо Мандаджиев, Р. Ботушева, Юлия Огнянова.
Художници са: К. Хаджистойкова, Ас. Митев, М. Начева, И. Икономов, М. Попова, Св. Неделчева, Ст. Т. Савов и други. Драматурзи са: Горка Маркова и Петър Горянски.
През 1964 г. театър „Трудов фронт“ е закрит.